# Resolució 2290 del Consell de Seguretat de les Nacions Unides
La Resolució 2290 del Consell de Seguretat de les Nacions Unides fou adoptada per unanimitat el 31 de maig de 2016. El Consell va prorrogar les sancions contra Sudan del Sud i aquells que s'oposen al procés de pau per un any més fins al 31 de maig de 2017.
Després, el representant rus va dir que les sancions no podien substituir els esforços polítics i que el seu país havia impedit l'extensió de les sancions amb un embargament d'armes. També va indicar que el seu país no estava d'acord amb totes les disposicions del text de la resolució.

## Contingut
Sudan del Sud va manifestar que estava decebut perquè no es reconeixia la sobirania del país per regular els seus propis assumptes sense interferència del Consell de Seguretat. En particular, s'oposava als paràgrafs sobre armament, perquè sentien que havien de defensar-se de l'agressió en una regió infestada d'armes.
El 29 d'abril de 2016 es va formar el govern de transició d'unitat nacional, que era un pas important en l'aplicació de l'acord del 17 d'agost de 2015. També es va crear un comitè d'alto el foc per treballar en l'aplicació de les mesures d'alto del foc i de seguretat. Un informe de l'ONU de desembre de 2015 informava de violacions d'aquest alto el foc, d'un empitjorament de la catàstrofe humanitària, de violacions generalitzades dels drets humans i violacions pel part del govern del status of forces agreeement de UNMISS.
Les prohibicions de viatjar i les sancions financeres imposades en la resolució 2206 contra qualsevol persona que fomentés el conflicte es van ampliar fins al 31 de maig de 2017. El grup d'experts que supervisava l'execució d'aquestes sancions es va ampliar fins l'1 de juliol de 2017.